# Черникин, Евгений Михайлович
Евге́ний Миха́йлович Черни́кин (укр. Євген Михайлович Черникін) (20 июля 1928, сл. Александровка Старобельского округа Луганской области — 17 августа 2009, Давша, Бурятия, Россия) — советский и российский зоолог, териолог, известный специалист по соболю и фотограф-анималист. Внёс значительный вклад в дело изучения и сохранения популяции баргузинского соболя, разработал оригинальную методику отлова и индивидуального мечения соболей, послужившую основой для организации долговременного мониторинга на популяционном уровне.

## Биография
Происходил из рода елецких купцов Черникиных. Вырос и провёл детство в Пятигорске, где в школе учился с будущим драматургом и журналистом Генрихом Боровиком. В 1948 году поступил в Московский пушно-меховой институт, который успешно окончил в 1953 году.
Работал в звероводческих хозяйствах в Краснодаре, Мары, Небит-Даге, Дашогузе, Никольском (остров Беринга), в Кроноцком и Баргузинском (с 1964 года) заповедниках. C 1959 года занимался изучением соболя.
Автор более 80 работ. Труды по экологии баргузинского соболя. Кандидат сельскохозяйственных наук (1974). Заслуженный работник охраны природы Республики Бурятия (1995).
Е. М. Черникин является автором энциклопедических статей о Кроноцком и Баргузинском заповедниках в фундаментальных изданиях «Заповедники Советского Союза» (1969) и «Заповедники России» (1999). Он стал «лицом» Баргузинского заповедника в документальном фильме 1971 года «Баргузинский заповедник». В ноябре 1999 года представлял Баргузинский заповедник в цикле радиопередач «Заповедники России», проекте Центра охраны дикой природы и радиостанции «Эхо Москвы» при поддержке Института «Открытое общество». В 2007 году его кандидатура стала одной из двух, выдвинутых при присуждении звания «Заслуженный эколог Российской Федерации» от Баргузинского заповедника. Отмечен Почётным знаком Министерства природных ресурсов Российской Федерации «За заслуги в заповедном деле».
Похоронен на поселковом кладбище в Давше.

## Семья

Могила Е. М. Черникина на поселковом кладбище в Давше

- Отец — Михаил Фёдорович Черникин (1904—1936).
- Мать — Лидия Николаевна Чернобаева (1907—1961), дочь священника села Александрополь Старобельского уезда Харьковской губернии Николая Акимовича Чернобаева и Зои Ивановны Мухиной.
- ∞ Первая жена (с 1953) — Мария Алексеевна Степанова (1930—2001),
  - Дочь — Ольга (род. 1954), у нее сын (внук Черникина), российский генеалог Александр Владимирович Соломин;
- ∞ Вторая жена (с 1968) — Людмила Дмитриевна Ременюк (род. 1936), после смерти Е. М. Черникина переехала к дочери и внучкам в Новую Зеландию.
  - Дочь — Александра (род. 1971), от неё внучки Евгения и Алексис.
- Сестра — Ольга Михайловна, в замужестве Бирзул (1935—1967), похоронена на Байковом кладбище в Киеве.

### Книги
1. Ананин А. А., Федоров А. В., Черникин Е. М. Фауна Баргузинского заповедника. Земноводные, пресмыкающиеся, птицы, млекопитающие. Аннотированные списки видов. Флора и фауна заповедников СССР. — М., 1988. — 41 с.
2. Черникин Е.М. Экология соболя (Martes zibellina Lunneus, 1758) в Баргузинском заповеднике. — Улан-Удэ: Издательство Бурятского государственного университета, 2006. — ISBN 5-85213-900-9.
3. Черникин Е. М. Основные черты экологии баргузинского соболя. Автореф. канд. дисс. на соискание степени канд. с.-хоз. наук. — Иркутск, 1974. — 24 с.

### Альбомы
1. История Баргузинского государственного заповедника в фотографиях — XX век / Авт. фотографий Е. Черникин и др.— Улан-Удэ: Заповедное Подлеморье, 2020.

### Научные статьи
1. Зуйченко Н. А., Никитин В. П., Черникин Е. М. К экологии жёлтого суслика (Citellus fulvus) в Западной Туркмении // Известия АН Туркменской ССР. — Ашхабад, 1963, № 6.
2. Черникин Е. М. Кобра (Naja naja oxiana) в Западной Туркмении // Природа. — 1963, № 5.
3. Черникин Е. М. Материалы к биологии камчатского соболя // Сборник научно-технической информации ВНИИЖП. — Вып. 10. — Киров, 1964. — С. 72-77.
4. Черникин Е. М. Зимовка горного дупеля на восточном побережье Камчатки // Орнитология.- 1963, вып. 6. — С. 483.
5. Черникин Е. М. К биологии тихоокеанского орлана // Орнитология. — 1965, вып. 7. — С. 272—275.
6. Черникин Е. М. Заяц-беляк на восточном побережье Камчатки // Охота и охотничье хозяйство. — 1965, № 10. — С. 23-24.
7. Черникин Е. М. Восстановить Кроноцкий заповедник // Охота и охотничье хозяйство. — 1967, № 1. — С. 3-4.
8. Черникин Е. М. Ласточка // Охота и охотничье хозяйство. — 1967, № 12. — С. 38.
9. Черникин Е. М. Встреча в пустыне // Охота и охотничье хозяйство. — 1967, № 1.
10. Черникин Е. М. Кроноцкий заповедник // Охота и охотничье хозяйство. — 1968, № 3. — С. 14-15 (вошла в сборник «Заповедники СССР»).
11. Черникин Е. М. Отлов и мечение соболей // Охота и охотничье хозяйство. — 1968, № 11. — С. 20-21.
12. Черникин Е. М. Кроноцкий заповедник // Заповедники Советского Союза. — М., 1969. — С. 90-94.
13. Черникин Е. М. Массовая миграция кедровок в Прибайкалье // Охота и охотничье хозяйство. — 1969, № 3. — С.20-21.
14. Черникин Е. М. Подвижность соболей // Охота и охотничье хозяйство. — 1970, № 2. — С. 23.
15. Черникин Е. М. Доверчивость // Охота и охотничье хозяйство. — 1970, № 1.
16. Черникин Е. М. Материалы к экологии баргузинского соболя // Сборник «Экология наземных позвоночных Забайкалья». Труды Баргузинского государственного заповедника. — вып. 6. — Улан-Удэ, 1970. — С. 7-32.
17. Черникин Е. М. Материалы по питанию и размножению бурундука в Баргузинском заповеднике // там же. — С. 65-68.
18. Черникин Е. М. Росомаха в Прибайкалье // Охота и охотничье хозяйство. — 1970, № 7. — С. 21.
19. Черникин Е. М. К экологии баргузинского соболя // Материалы к научно-производственному совещанию по соболю. — Киров: Центросоюз, 1971.
20. Черникин Е. М. Индивидуальные особенности питания баргузинских соболей // там же.
21. Черникин Е. М. Роль кухты в жизни тайги // Природа. — 1971, № 10-11.
22. Черникин Е. М. Убежища баргузинских соболей // Охота и охотничье хозяйство. — 1975, № 1. — С. 26-27.
23. Черникин Е. М. О гнездовании краснобрюхой горихвостки на северо-восточном побережье Байкала // Бюлл. МОИП. — 1976, вып. 6.
24. Черникин Е. М. Материалы к экологии бурого медведя на северо-восточном побережье Байкала // Бюлл. МОИП, отд. биол. — Т. 83 (3), вып. 6. — 1978. — С. 57-66. ISSN 0027-1403
25. Черникин Е. М. Хищничество медведей // Охота и охотничье хозяйство. — 1978, № 3.
26. Черникин Е. М. К изучению фауны блох белки, бурундука и соболя // Сборник «Природный комплекс северо-восточного Прибайкалья». Труды Баргузинского государственного заповедника. — вып. 7. — Улан-Удэ, 1978.
27. Черникин Е. М. К экологии мышевидных грызунов Баргузинского заповедника // там же.
28. Черникин Е. М. Некоторые результаты изучения экологии соболя Баргузинского заповедника с применением мечения // Проблемы экологии Прибайкалья. Тезисы докладов к республиканскому совещанию 10-13 сентября 1979 г. — Т. 4. Популяционные аспекты экологии. — Иркутск, 1979. — С. 59-60.
29. Черникин Е. М. Методика отлова и мечения в целях изучения экологии баргузинских соболей // Всесоюзное совещание «Экологические основы рационального использования и охраны хищных млекопитающих» в ноябре 1977 года в Москве. — М., 1979. — С. 294—295.
30. Черникин Е. М. Мечение баргузинских соболей // Бюлл. МОИП, отд. биол. — т. 85, вып. 5 — 1980. — С. 10-23. ISSN 0027-1403
31. Черникин Е. М. Лисица Баргузинского заповедника // Охота и охотничье хозяйство. — 1980, № 9. — С. 20.
32. Бакеев Н. Н., Черникин Е. М., Шиляева Л. М. Итоги мечения млекопитающих. Хищные // Вопросы териологии. Итоги мечения млекопитающих. — М.: Наука, 1980. — С. 77-94.
33. Черникин Е. М. Опыт учёта кормовой базы соболя в Баргузинском заповеднике // Охрана и рациональное использование ресурсов соболя в РСФСР. Тезисы докладов научно-производственного совещания 20-24 июля 1981 г. — Красноярск, 1981. — С. 61-62.
34. Черникин Е. М. Бурый медведь в заповеднике // Охота. — 1983.
35. Черникин Е. М. Дрова для костра // Охота. — 1984, № 4. — С. 10-11.
36. Черникин Е. М. Нетипичные соболя // Охота. — 1984, № 6. — С. 2-3.
37. Черникин Е. М. Значение мышевидных грызунов в биоценотических связях позвоночных животных Баргузинского заповедника // Мелкие млекопитающие заповедных территорий. — М., 1984. — С. 109—112.
38. Черникин Е. М. Медведь в Баргузинском заповеднике // Охота. — 1985, № 12. — С. 12-14.
39. Черникин Е. М. Волк в Баргузинском заповеднике // Охота. — 1986, № 4. — С. 9.
40. Черникин Е. М. Новоявленный верхолаз // Охота. — 1986, № 10. — С. 32.
41. Черникин Е. М. Баргузинскому заповеднику — 70 лет // Охота. — 1986, № 1. — С. 3-5.
42. Черникин Е. М. Таёжные будни // Охота и охотничье хозяйство. — 1987, № 10. — С. 24-25.
43. Черникин Е. М. Млекопитающие // Флора и фауна заповедников СССР. Фауна Баргузинского заповедника. — М., 1988. — С. 34-41.
44. Черникин Е. М. Заповедный берег // Байкальская сторона. — вып. 1. — Иркутск, 1988. — С. 255—273.
45. Черникин Е. М. Подлеморье // Aqua. — 1989, № 1. — С. 64-67.
46. Черникин Е. М. Бесцеремонные нахлебники // Охота. — 1989, № 1. — С. 18-19.
47. Черникин Е. М. Фартовая весна. Заметки натуралиста // Охота. — 1990, № 6. — С. 38-41.
48. Черникин Е. М. Лесные полевки Прибайкалья // Охота. — 1990, № 12. — С. 12-13.
49. Черникин Е. М. Подвижность баргузинских соболей // Охота. — 1991, № 5. — С. 12-14; 1991, № 6. — С. 20-21.
50. Ананин А. А., Дарижапов Е. А., Черникин Е. М. Баргузинский биосферный заповедник. Зоологический раздел. Учёт белки. Учёт мелких млекопитающих // Заповедники России. Сборник материалов «Летописей природы» за 1991/92 гг. — М.: Росагросервис, 1994. — С. 25-30.
51. Черникин Е. М. Медведь в заповеднике: год невиданной агрессивности // Охота. — 1995, № 1. — С. 18-19.
52. Черникин Е. М. Баргузинский биосферный заповедник // Природа. — 1995, № 8. — С. 45-59.
53. Черникин Е. М. Соболь в условиях суровой зимы // Охота. — 1996, № 5. — С. 43.
54. Черникин Е. М., Гусев О. К. «Чашу эту мимо пронеси». Есть ли будущее у заповедников? // Охота и охотничье хозяйство. — 1998, № 4. — С. 12-14.
55. Черникин Е. М. История изучения баргузинского соболя // Заповедное дело. Научно-методические записки. — 1999, вып. 4. — С. 127—138.
56. Черникин Е. М. Баргузинский биосферный заповедник // Заповедники России. Заповедники Сибири. — Т. 1. — М., 1999. — С. 171—188.
57. Монахов В. Г., Барановский Ю. М., Валенцев А. С., Даренский А. А., Синицын А. А., Черникин Е. М. К размерной характеристике некоторых популяций соболя // Биоразнообразие и биоресурсы Урала и сопредельных территорий. Материалы международной конференции 30-31 января 2001 г. — Оренбург, 2001. — С. 287—289.
58. Черникин Е. М. Многолетняя динамика численности баргузинского соболя // Сборник «Мониторинг природных комплексов Северо-Восточного Прибайкалья». Труды государственного природного биосферного заповедника «Баргузинский». — 2002, вып. 8. — С. 164—171.
59. Черникин Е. М. Многолетняя динамика зимней численности мелких млекопитающих // там же. — С. 171—191.
60. Черникин Е. М. Медведь в заповеднике // Охота и охотничье хозяйство. — 2005, № 2. — С. 12-13.
61. Черникин Е. М. Результаты мониторинга популяции соболей Баргузинского заповедника в период 1996—2006 гг. // Сборник «Природные комплексы Баргузинского хребта». Труды государственного природного биосферного заповедника «Баргузинский». — 2006, № 9. — С. 147—170.
62. Черникин Е. М. Нерпа у берегов заповедника // Охота и охотничье хозяйство. — 2008, № 2. — С. 19.
63. Черникин Е. М. Медведь в заповеднике: вспышка агрессивности // Охота и охотничье хозяйство. — 2010, № 7. — С. 6-8.
64. Черникин Е. М. Поведение соболей в голодные годы // Охота и охотничье хозяйство. — 2010, № 10. — С. 12-15.

### Научно-популярные статьи
1. Черникин Е. М. По следу соболя // Правда Бурятии. — 1970, 19 ноября.
2. Черникин Е. М. Охотники участвуют в научной работе // Правда Бурятии. — 1974, сентябрь.
3. Черникин Е. М. Поймать соболя // «Уральский следопыт» : журнал. — 1980. — № 10.

1. Черникин Е. М. Пресноводный тюлень // Юный натуралист. — 1983, № 11. — С. 14-15.
2. Черникин Е. М. Откуда идёт меченый соболь? // Баргузинская правда. — 1985, № 17, 9 февраля.
3. Черникин Е. М. Наши старые друзья // Юный натуралист. — 198?, № ?.
4. Черникин Е. М. В заповедных лесах Подлеморья // Правда Бурятии. — 1988, октябрь.
5. Черникин Е. М. О промысле черношапочного сурка // Северный Байкал. — 1972, 11 ноября.
6. Черникин Е. М. Проблема изучения баргузинского соболя // Северный Байкал. — 1972, 24 ноября.
7. Черникин Е. М. Одним махом решена судьба Баргузинского заповедника // Заповедные острова. — 1998, № 4 (март).
8. Черникин Е. М. Озеленение городов // Правда Бурятии. — 1975, 13 мая.
9. Черникин Е. М. Дятел-разбойник // Юный натуралист. — 1999, июнь.

## Публикации и автобиографические статьи
1. Черникин Е. М. Это то, что мне было нужно // Охота и охотничье хозяйство. — № 2. — 2004. — С. 16—18.
2. Черникин Е. М. Соболь в моей жизни // Охрана дикой природы. — № 3. — 2001.
3. Черникин Е. М. Тридцать три года в заповеднике (из автобиографии) // Волна. — № 3—4 (20—21). — Иркутск, 1999. — С. 48.
4. Черникин Е. М. Мои тропы сквозь дымку времени // Охотничьи просторы. — № 4 (30). — 2001. — С. 214—230.

## Некрологи
- Памяти Евгения Михайловича Черникина // Заповедное дело. — 2009. — № 5(12). — С.12.
- Скорбим вместе с родными // Байкальский меридиан. — № 35(63). — 27 августа 2009 года. — С.2.